# الذاري (خيران المحرق)

تعديل مصدري - تعديل

الذاري هي إحدى قرى عزلة مسروح بمديرية خيران المحرق التابعة لمحافظة حجة، بلغ تعداد سكانها 373 نسمة حسب تعداد اليمن لعام 2004.